# Королевство Финляндия

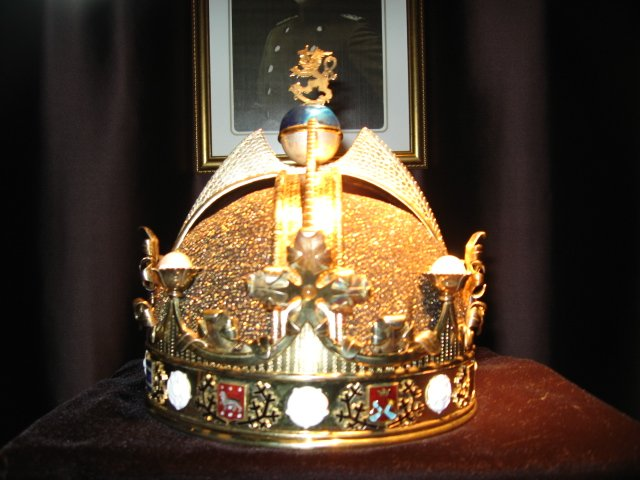
Корона будущего короля Финляндии (реконструкция)

Короле́вство Финля́ндия (фин. Suomen kuningaskunta, швед. Konungariket Finland), также Проект королевства Финляндии (фин. Suomen kuningaskuntahanke, швед. Konungariket Finlands projekt), или же Форма правительственного спора Финляндии (фин. Suomen hallitusmuotokiista) ― формально недолго существовавший финляндский режим дуалистической монархии, существовавший в период с 10 августа 1918 по 17 июля 1919 года, как форма государственного правления. Однако король так и не прибыл в страну и не подписал ни одного государственного документа. Роль главы государства фактически исполнял регент.

## Предпосылки

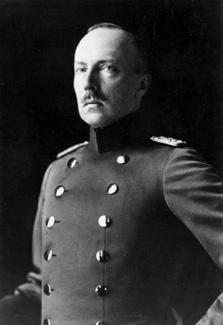
Принц Фридрих Карл Гессен-Кассельский

В результате гражданской войны в Финляндии 1918 года и проводимых победившими силами финляндских «белых» политических репрессий в парламенте Финляндии было сформировано правящее большинство, исключавшее участие левых фракций. В парламенте, созванном в мае 1918, из 92 депутатов-социал-демократов 40 скрывались в России, а около 50 были арестованы. На первое заседание прибыли 97 правых депутатов и один социал-демократ Матти Паасивуори. Монархические идеи среди депутатов были особенно популярны. Парламент получил прозвище «парламент-культя» (фин. Tynkäeduskunta). Максимальное количество депутатов было 111 при положенных 200. Из-за неполного представительства решения парламента были особенно спорными.

## Хронология
31 декабря 1917 года в Петрограде председатель СНК РСФСР В. И. Ленин вручил Перу Свинхувуду акт о признании независимости Финляндии.
В конце мая 1918 в Сенате Финляндии в большинстве были монархисты. 18 августа 1918 года парламент Финляндии просил Сенат (44 голосами из 58) принять необходимые меры к осуществлению перехода Финляндии в королевство. Сторонниками монархии являлись многие политики и видные представители культуры, такие как композитор Ян Сибелиус, художник Галлен-Каллела и архитектор Элиэль Сааринен.
9 октября 1918 парламент 41 голосом из 64 решил избрать короля, основываясь на статье 38 Закона о форме правления Швеции 1772 года. В статье говорилось, что если правящий род прервался, можно избрать нового короля. Поскольку российский император Николай II отрёкся (в том числе, и от престола Великого княжества Финляндского), и никто не претендовал по закону на финский престол, это позволяло использовать имеющийся закон. Это же положение законодательства год назад позволило Эдускунте провозгласить независимость страны. Республиканцы и социал-демократы бойкотировали голосование, в котором участвовало около трети депутатов (64 из 200). Самыми известными кандидатами на трон были: сын германского императора Оскар (отвергнут), герцог Адольф Фридрих Мекленбург-Шверинский, сын короля Швеции Густава V Вильгельм, а также сын Вильгельма — Леннарт, школьного возраста.
9 октября 1918 года в парламенте королём Финляндии был избран зять германского императора Вильгельма II принц гессенский Фридрих Карл (Фредрик Каарле в финской транскрипции). Упоминающееся в литературе имя короля «Вяйнё I» (фин. Väinö I), было придумано финским сатириком Вяйнё Нуортева, писавшим под псевдонимом Олли.
До прибытия избранного короля в Финляндию и его коронации обязанности главы государства должен был исполнять регент — действующий фактический руководитель государства, председатель Сената (правительства) Финляндии Пер Эвинд Свинхувуд.
Однако всего через месяц в Германии произошла революция. 9 ноября Вильгельм II оставил власть и бежал в Нидерланды, а 11 ноября было подписано Компьенское мирное соглашение, завершившее Первую мировую войну.
Симпатизирующий Германии Сенат был распущен 18 ноября 1918. 27 ноября приступило к работе новое правительство, которое возглавил лидер финляндской партии «старофиннов» (фин. Vanhasuomalaiset) Лаури Ингман (Первый кабинет Ингмана). Правительство было переименовано из Сената в Государственный Совет. С монархистом Ингманом туда вошли шесть сторонников монархии и шесть сторонников республики. Угроза с Запада вынудила правительство Ингмана просить принца отречься. Он отрёкся от короны 12 декабря 1918, а 16 декабря германские войска после парада на Сенатской площади Хельсинки погрузились на корабли и отбыли на родину.
Главной целью нового правительства было получить признание независимости от оставшихся западных держав. Признание Франции было получено ещё в январе 1918, но дипломатические отношения были прерваны после выборов короля.
12 декабря 1918 года Свинхувуд, руководствуясь изменившейся внешнеполитической обстановкой, объявил парламенту о своей отставке с должности регента Финляндии. В тот же день парламент одобрил отставку и избрал новым регентом генерала Маннергейма. Законодательно изменение формы правления произошло 17 июля 1919 года после выборов нового состава парламента в марте 1919 года. Длившаяся полтора года неопределённость завершилась. За это время правительство представило парламенту два проекта изменений за республику и два за монархию. Это изменение в законодательстве продержалось до 1920 года, когда формой правления стала парламентская республика.